# Цві Ларон
Цві Ларон (івр. צבי לרון; 6 лютого 1927, Чернівці) — ізраїльський вчений-ендокринолог. Один з піонерів ендокринології (в тому числі дитячої) в Ізраїлі. Цві Ларон в середині 1960-х років першим у світі описав синдром дитячої карликовості, який згодом назвали його ім'ям (Синдром Ларона). Ларон також є розробником першого комплексного методу терапії ювенального діабету. Заслуги професора Ларона відзначені Премією Ізраїлю, званням лицаря I класу ордена Білої троянди Фінляндії, членством у Німецької академії натуралістів «Леопольдина» та іншими нагородами.

## Біографія
Цві Ларон народився у Чернівцях (які в той час належали Румунії) в 1927 році. Під час Другої світової війни хлопчик був відправлений до концентраційного табору на території Трансністрії. Вижити йому допомогла ініціатива його дядька Зігфріда Ягендорфа. Колишній єврейський комерсант зумів переконати начальство табору у необхідності створення єврейських трудових загонів, які займалися ремонтом місцевих електроліній і роботою на сталеливарному комбінаті. Цві був одним з 15 тисяч єврейських робітників, які зуміли пережити таким чином війну.
Повернувшись у 1944 році в Румунію, Ларон почав учитися медицині. Після двох років навчання Ларон, який до цього моменту примкнув до сіоністської організації, перебрався до Болгарії, де з ще 7,5 тисячами євреїв сів на корабель «Пан-Йорк» («Кібуц Галуйот»), що прямував у підмандатну Палестину. Британська влада Палестини, однак, відправили всіх пасажирів корабля у фільтраційний табір на Кіпрі, де Ларон провів рік. У 1949 році він все ж таки потрапив до Ізраїлю. В ході Війни за незалежність Ізраїлю Ларон служив медиком у збройних силах. Після закінчення війни він зміг продовжити своє навчання і у 1952 році закінчив медичний факультет Єврейського університету в Єрусалимі. Під час навчання в Єрусалимі Ларон працював в лабораторії гематолога Андре де Вріса, де вперше зацікавився питаннями метаболізму.
Після закінчення навчання Цві Ларон отримав роботу у хайфській лікарні «Рамбам»,. Потім переїхав у США, де працював у Загальній лікарні Бостона, у якій поєднував медичну практику в педіатричному відділенні з дослідницькою роботою. У 1957 році він повернувся в Ізраїль, отримавши від де Вріса запрошення очолити нову дитячу ендокринологічну клініку. Ларон залишався директором цієї клініки, що відома як Інститут педіатричної та підліткової ендокринології при лікарні «Бейлінсон» (Петах-Тіква), аж до 1992 року, зберігши цей пост і після її передачі у відання Ізраїльського центру дитячої медицини ім. Шнайдера, де вона була перетворена в лабораторію ендокринології та діабету. З 1983 року Цві Ларон також очолював кафедру ендокринології та ювенального діабету в Тель-Авівському університеті, отримавши у 1996 році професорське звання.
Цві Ларон з дружиною Товою проживає в районі Рамат-Гана Рамат-Эфаль. У нього четверо дітей і майже десятеро онуків.

## Наукова робота
У 1958 році Цві Ларон почав дослідження групи низькорослих пацієнтів, яких відрізняли клінічні та біохімічні симптоми дефіциту гормону росту при наявності високої концентрації іммунореактивного гормону росту в плазмі крові. Були виділені два різновиди захворювання — перший був пов'язаний з дефективним геном рецептора гормону росту, який перешкоджає зв'язуванню гормону, а другий зі збоєм в засвоєнні гормону, вже пов'язаного у клітині. Захворювання отримало назву синдром Ларона.
Відкриття синдрому Ларона, є найвідомішим науковим досягненням Цві Ларона, при цьому не єдиним. Значна частина його наукової роботи (включає близько 30 книг, в яких він виступав автором і редактором, і близько 1000 статей) присвячено цукрового діабету 1-го типу. Ларон розробляв теорію, згідно з якою розвиток цього захворювання пов'язане з вірусними інфекціями, які передаються від матері плоду в утробі. Якщо ця теорія вірна, це може означати можливість запобігання ювенального діабету за допомогою вакцинації. Ларон став першим, хто розробив діючу комплексну методику боротьби з ювенальним діабетом, що включає не тільки медичні установи, а й соціальні та освітні організації.

## Визнання заслуг
Доктор Цві Ларон — почесний громадянин французького міста Монпельє і почесний доктор низки університетів, у тому числі Університету медицини і фармакології Клуж-Напоки і Тімішоарського університету (обидва — Румунія) і університету Східного П'ємонту (Новара, Італія). Він є почесним членом Академії медицини та наук Румунії (з 1995 року) і членом Німецької академії природознавців «Леопольдина» (з 1988 року).
Серед нагород, отриманих Цві Лароном за його наукову діяльність, були нагороди Ізраїльського ендокринологічного товариства, ендокринологічного товариства США та Італійського педіатричного товариства. Він лауреат премії імені А.Прадер, що присуджується Європейським товариством педіатричної ендокринології. У 2008 році він нагороджений орденом Білої троянди Фінляндії Лицарської ступеня 1 класу, а у 2009 році удостоєний Премії Ізраїлю в галузі медицини.